# José Joaquim Rodrigues de Freitas
José Joaquim Rodrigues de Freitas (Oporto, 24 de enero de 1840 - 27 de julio de 1896) fue un profesor, catedrático y político portugués.

## Biografía
Rodrigues de Freitas se formó en Ingeniería por la Academia Politécnica de Oporto, donde llegó a ser catedrático con tan solo 27 años.
Se hizo famoso por su carrera política, ligada a los ideales republicanos y socialistas del Partido Republicano Portugués. Reveló también simpatías por las ideas socialistas reformistas. Fue el primer diputado de este partido en el Congreso, por Oporto entre 1870 y 1874; 1879 y 1881; 1884 y 1887 y 1890 y 1893.
Decepcionado con la vida política y debilitado por problemas cardiacos, participó discretamente en la creación de la Liga Patriótica del Norte. A pesar de no defender la vía revolucionaria y de haber desmarcado de la revuelta del 31 de enero de 1891, las autoridades le imputaron responsabilidades en esta.
A las 12:20 del 20 de julio de 1896, a los 56 años, murió en su casa en la calle do Sol en Oporto. Su cadáver reposa en el cementerio de Prado do Repouso.

## Obra
De su obra como escritor y periodista sobresalen A Igreja, Cavour e Portugal, Princípios de Economia Política y Páginas Soltas, recopilación de varios artículos suyos que se publicó póstumamente en 1906 con prefacio de Carolina Michaëlis y Duarte Leite.